# جولي تاتون
جولي تاتون (بالفرنسية: Julie Taton)‏ (ولدت في 6 فبراير في نامور، بلجيكا، 1984) مقدمة تلفزيونية سياسية هو سفير الصليب الأحمر في بلجيكا ومؤيد ثينك بينك، وهي جمعية للناجين من سرطان الثدي، وحاملة لقب ملكة جمال سابقة بعدما توجت ملكة جمال بلجيكا في عام 2003. مثلت بلدها في ملكة جمال الكون 2003، ملكة جمال أوروبا 2003 وملكة جمال العالم 2003. بعد انتهاء فترة حكمها بإعتباها ملكة جمال بلجيكا، انضمت إلى قناة آر تي إل-تي في آي في بلجيكا كمذيعة. قدمت أيضًا برنامجًا صباحيًا مباشرًا على راديو كونتاكت، أيضًا في بلجيكا. قدم تاتون النسخة البلجيكية من الحب في المرج عام 2009. قدمت سلسلة عروض المواهب بلجيكا غوت تالنت وبرنامج الواقع الفرنسي قصة سرية عام 2011،. في عامي 2009 و2016، كان أحد المشاركين في برنامج الألعاب الفرنسي فورت بويارد.
شاركت في الانتخابات الفيدرالية البلجيكية 2024 تم انتخابها عن مقاطعة هينو ممثلة عن الحركة الإصلاحية البلجيكية.